# Pamir (rivière)
Pour les articles homonymes, voir Pamir (homonymie).
Le Pamir est la rivière-source droite du Piandj et donc de l'Amou-Daria en Asie centrale. Son parcours se déroule à la frontière entre l'Afghanistan et le Tadjikistan.

## Géographie
La rivière prend naissance sur le plateau du Pamir, dans la région autonome du Haut-Badakhchan, à l'extrême sud-est du Tadjikistan. Elle naît en tant qu'émissaire du lac Zorkul à une altitude de 4 130 mètres. Dès sa naissance, elle coule vers l'ouest et matérialise la frontière avec l'Afghanistan sur la totalité de son parcours. À la jonction entre les monts du Pamir et de l'Hindou Kouch, au sud-est du Pic Karl Marx (6,726 m), non loin de la localité de Ljangar (altitude 2,799 m), la rivière Pamir s'unit au Wakhan-Daria venu de gauche, pour former le Piandj.